# No Presents for Christmas
No Presents for Christmas è un singolo della band di King Diamond pubblicato da Roadrunner Records il giorno di Natale del 1985. Si tratta del primo lavoro realizzato dall'artista danese dopo aver abbandonato i Mercyful Fate. La canzone è tra le più celebri del gruppo e appare in diverse raccolte, compresa la ristampa in CD dell'album Fatal Portrait come traccia bonus.

## Tracce
1. No Presents for Christmas – 4:19
2. Charon – 4:10

## Formazione
- King Diamond - voce
- Andy LaRocque - chitarra
- Michael Denner - chitarra
- Timi Hansen - basso
- Mikkey Dee - batteria